# Epidendrum purpurascens
Epidendrum purpurascens är en orkidéart som beskrevs av Wilhelm Olbers Focke. Epidendrum purpurascens ingår i släktet Epidendrum och familjen orkidéer. Inga underarter finns listade i Catalogue of Life.

## Bildgalleri

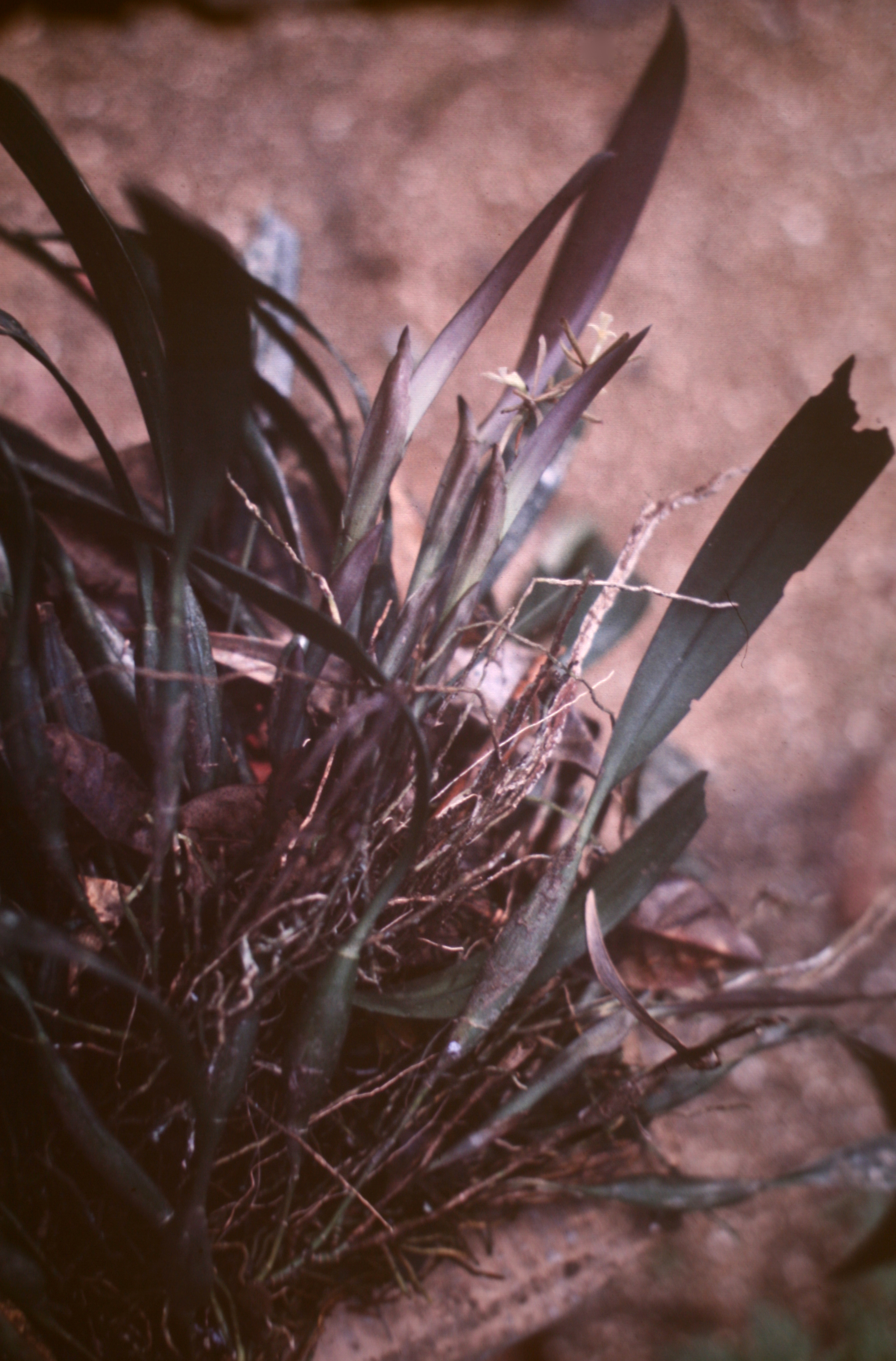
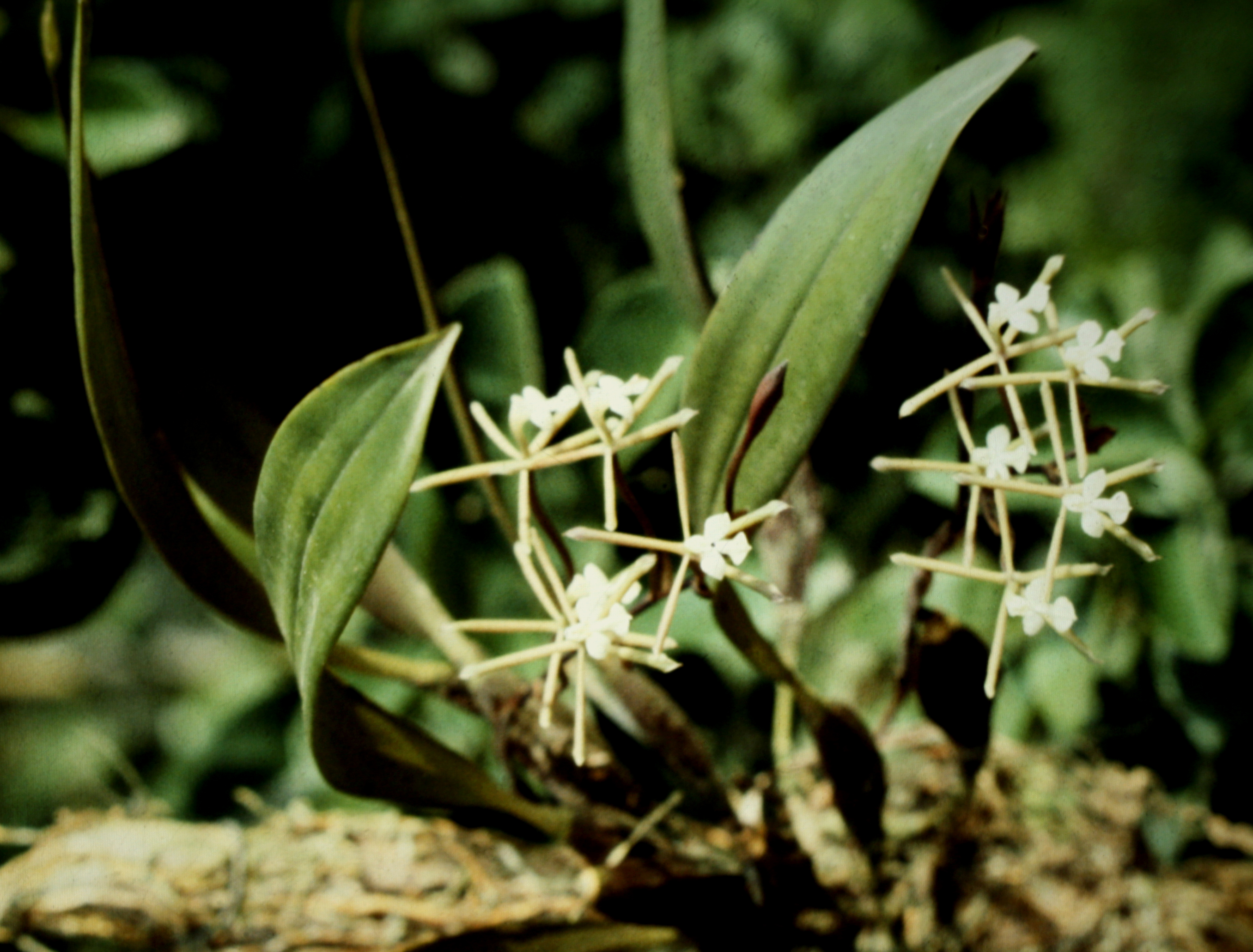
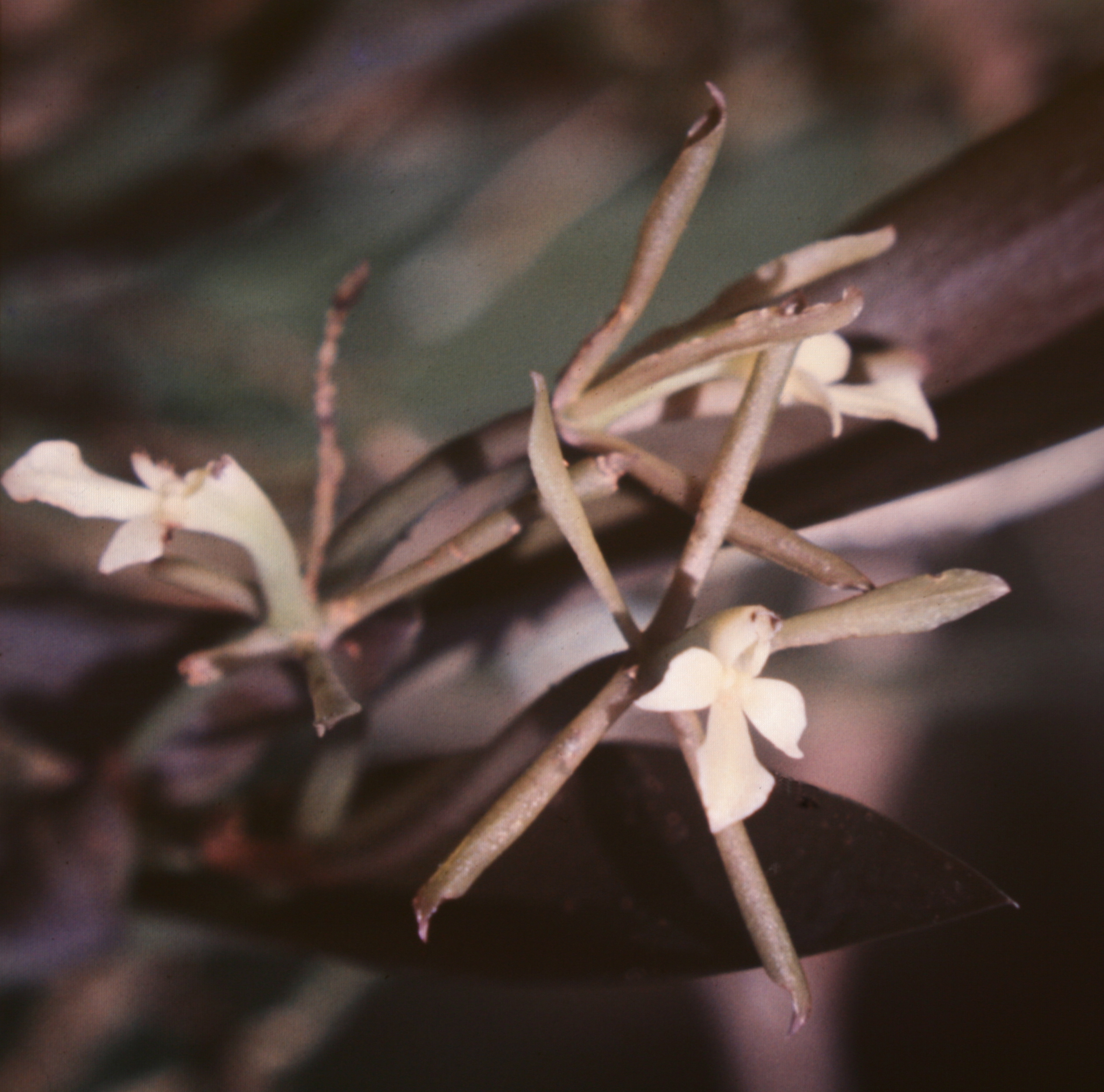